# Emilius Nobel
Emilius Ferdinand Nobel (født 5. maj 1810 i Assens, død 5. juni 1892 i København) var en dansk tobaksfabrikant, der grundlagde E. Nobel i 1835.

## Opvækst
Han blev født i Assens som søn af Bendix Christian Nobel (1773-1818), købmand og tobaksfabrikant, og Maren Cathrine født Grundet (Grunnet) (1771-1850) og kom ved faderens død i huset hos en slægtning i Roskilde. Efter at have stået i lære i fem år hos tobaksfabrikant Rasmussen i Svendborg og derpå arbejdet en del år som svend, aflagde han mesterprøve i 1835 og etablerede sig (tog borgerskab) samme år i Nykøbing på Falster, hvor han grundlagde fabrikken E. Nobel.

## Karriere
I 1854 flyttede han sin virksomhed til København, hvor han overtog den af Chr. Kastrup 1814 grundlagte fabrik og arbejdede forretningen op til en af landets betydeligste. Virksomheden i Nykøbing blev videreført af en anden gren af familien. Først havde den sæde på Frederiksberg; men i 1868 byttede han med fajancefabrikken Aluminia, så hans virksomhed blev placeret på Christianshavn, medens Den Kongelige Porcelænsfabrik blev bygget på hans fabriks tidligere plads på Frederiksberg. 
Han blev i Nykøbing byrådsmedlem, siden på Frederiksberg, hvor han 1863-1869 var medlem af kommunalbestyrelsen. Fra Landmandsbankens stiftelse var han medlem af bankrådet, ligesom han var medlem af bestyrelsen for Diakonissestiftelsen.
Det betyder mere, når Staten i fuld tillid til hans retsind ved en særlig lov af september 1864 ordnede hans forhold til Toldloven af 1863.

## Privatliv
Hans navn er, hedder det i en nekrolog, aldrig nævnt "uden med Kjærlighed og Højagtelse". Som et eksempel på hans velgørenhed kan det hidsættes, at han skænkede en stor sum til Borgerstiftelsen i Nykøbing Falster. Han døde 5. juni 1892 og er begravet på Frederiksberg Ældre Kirkegård.
23. juni 1836 blev han gift i Svendborg med Laura Christine Baagøe (15. juli 1814 i Svendborg – 31. marts 1878 på Langebæksgård), en datter af købmand Hans Jørgen Baagøe (1783-1867) i Svendborg og Maren født Graae (1784-1826). De fik seks børn. 
Nobel er gengivet i to fotografier af Adolph Lønborg (det ene fra 1861, herefter litografi, Det Kongelige Bibliotek). Litografi 1879 efter et ældre foto. Fotografi af Harald Frederik Jensen (Det Kongelige Bibliotek).